# Радзивилл, Францишек Пий
Князь Францишек Пий Радзивилл (1 февраля 1878, Рим — 1 декабря 1944, Глогувек) — польский аристократ и политический деятель.

## Биография
Представитель польского княжеского рода Радзивиллов герба «Трубы». Младший (третий) сын князя Мацея Юзефа Константина Радзивилла (1842—1907), графа на Шидловце, и Ядвиги Красинской (1843—1913), дочери Станислава Красинского и Дороты Яблоновской. Старшие братья — князья Альберт Станислав и Мацей Николай Радзивиллы.
Получил образование в Швейцарии. С 1915 года — начальник Милиции общественного транспорта в Варшаве, член Временного Государственного Совета, директор Военной Комиссии с 22 марта 1919 года.
24 мая 1929 года Францишек Пий Радизвилл вместе с инженером-строителем Петром Бергманом основал акционерное общество под названием «Польская Фабрика кабелей и медных сплавов» в Ожаруве Мазовецком.
В ответ на декларацию главнокомандующего российских войск великого князя Николая Николаевича Романова Младшего от 14 августа 1914 года Францишек Пий Радизвилл участвовал в подписании благодарственной телеграммы, в которой утверждалось, в частности, что кровь сынов Польши, пролитая вместе с кровью сыновей России в борьбе с общим врагом, станет крупнейшим залогом новой жизни, мира и дружбы двух славянских народов.

## Семья и дети
1 сентября 1908 года в Кракове женился на графине Софии Водзицкой (5 ноября 1886 — 31 мая 1975), дочери графа Людвика Водзицкого и графини Ядвиги Замойской. Их дети:
- Владислав Алоизий Мацей Николай (21 июня 1909 — 25 декабря 1978), 1-я жена с 1936 года княжна Иоланда Чарторыйская (1914—1987), развелись в 1948 году. В 1948 году вторично женился на графине Бланке Deym von Stritez (1904—1996)
- Мария Аниела Альберта Франциска Ядвига (17 сентября 1910 — 22 июля 1942), муж с 1942 года князь Юзеф Мирский (1893—1970)
- Францишек Доминик Юзеф Николай (31 марта 1912 — 16 июля 1982), жена — Елена Окулич.